# Csömend
Csömend is een plaats (község) en gemeente in het Hongaarse comitaat Somogy. Csömend telt 336 inwoners (2001).